# روتانا دراما
روتانا دراما هي قناة من شبكة روتانا السعودية، افتتحت عام 2011م، تعرض بعض الأفلام والمسلسلات والبرامج الحوارية الشبابية والبرامج السياسية والفنية. بدأ أول بث رسمي لها في 21 مايو 2011. باسم روتانا مصرية وفي 2017 تغير اسمها إلى روتانا دراما لتتحول إلى نقل الأعمال الدرامية العربية والتركية.
تبث أقوى الإنتاجات العربية، وتضم إلى شبكة برامجها أعمالاً مصرية وخليجية ولبنانية وتركية، بالإضافة إلى الإنتاجات العربية المشتركة التي لاقت رواجاً كبيراً لدى المشاهدين في السنوات الماضية.

## الترددات
النايل سات:
التردد : 12226 معدل الترميز : 27500 الاستقطاب : افقى 5/6
عربسات (بدرسات):
التردد : 11843 معدل الترميز : 27500 الاستقطاب : افقى 3/4
عربسات (بدر سات) HD:
التردد : 12341 معدل الترميز : 27500 الاستقطاب : افقى 3/4